# Carlos Cruz de Castro
Carlos Cruz de Castro (født 23. december 1941 i Madrid, Spanien) er en spansk komponist, dirigent og pianist.
Castro hører til Spaniens nulevende betydningsfulde klassiske komponister sammen med landsmanden Tomás Marco. Han har skrevet 2 symfonier, orkesterværker, kammermusik, klaverstykker, guitarkoncert, guitarstykker etc.
Han var medstifter af Spanish Association of Spanish Composers i 1976, og fik en musikpris af den mexicanske union for teater og journalistik i 1977 og kulturprisen af Comunidad de Madrid 2002.

## Udvalgte værker
- Symfoni nr. 1 "Canarias" (1998) - for orkester
- Symfoni nr. 2  "Extremadura" (2002-2003) - for orkester

## Ekstern kilde
- Om Carlos Cruz de Castro